# Vassfjellet
Vassfjellet est une montagne située en bordure des municipalités de Melhus et de Klæbu, dans le comté de Trøndelag, en Norvège. Le flanc Est de la montagne accueille une station de ski, appelée Vassfjellet Skisenter.
Au sommet se trouve une tour de transmission pour la radio et la télévision, qui s'élève à 220 mètres au-dessus du sommet de la montagne, qui culmine elle-même à 710 mètres,. Une route menant au sommet a été construite pour permettre la maintenance de la tour. Cette route commence dans le village de Kvål, à Melhus, mais n'est pas accessible au public. Elle constitue néanmoins un excellent parcours de randonnée.

## Origine du nom
La première partie du nom de cette montagne est le génitif de « vatn », qui signifie « eau » et peut également désigner un lac, notamment un lac de montagne ; le dernier élément du nom est la forme définie de « fjell », qui signifie « montagne ». Il y a effectivement un petit lac près du sommet de Vassfjellet.